# Isorhamnetin

Strukturformel för isorhamnetin.

Isorhamnetin (3,4',5,7-tetrahydroxi-3'-metoxiflavon eller IUPAC 3,5,7-trihydroxi-2-(4-hydroxi-3-metoxifenyl)kromen-4-on) är en flavonol (en klass av flavonoider). Namnet kommer från att det är en strukturisomer av rhamnetin (och båda ämnena har således summaformeln C16H12O7). Isorhamnetin förekommer naturligt i många växter, fungerar som antioxidant och har antiinflammatorisk verkan. Biosyntesen sker genom metylering av quercetin (ett alternativnamn är således även 3'-metylquercetin). Isorhamnetin förekommer ofta i form av glykosider.